# Josef Ševčík
Josef Ševčík (14. února 1906 Myslív – 4. června 1961 Chicago) byl český a československý politik Československé strany národně socialistické a poválečný poslanec Ústavodárného Národního shromáždění. Po roce 1948 žil v exilu.

## Biografie
Poté, co absolvoval vyšší hospodářskou školu v Plzni, pracoval jako úředník. Roku 1930 koupil zemědělskou usedlost v Újezdci na Klatovsku, kde do roku 1948 hospodařil. V meziválečném období se angažoval v Republikánské straně zemědělského a malorolnického lidu (agrární strana). Byl aktivní v zemědělském družstevnictví a v místní i okresní samosprávě. Roku 1931 byl zvolen náměstkem starosty obce a v okresních volbách roku 1935 členem okresního zastupitelstva. Byl přítelem agrárnického ministra obrany Františka Machníka.
Za německé okupace spolupracoval s domácím odbojem a podporoval rodiny uvězněných a popravených odbojářů. Po roce 1945 přešel k národním socialistům a roku 1946 se stal členem výkonného výboru strany. Opíral se o skupinu bývalých agrárníků, kteří získali vliv v krajské organizaci ČSNS. Před volbami roku 1948 byl jeho konkurentem v rámci strany Ladislav Feierabend, rovněž bývalý agrárník, kterého za poslance podporovala stranická organizace na Rokycansku.
V parlamentních volbách v roce 1946 se stal poslancem Ústavodárného Národního shromáždění za národní socialisty. V parlamentu zasedal do voleb do Národního shromáždění roku 1948.
Po komunistickém převratu v roce 1948 pomáhal v dubnu 1948 Hubertu Ripkovi při jeho útěku z ČSR a krátce nato sám odešel do emigrace. Nejprve zamířil do Francie, pak do USA, kde se politicky angažoval v exilové národně socialistické straně a exilové agrární straně. V letech 1956–1960 byl členem redakční rady a vedoucím administrace listu Svědectví. Zemřel v USA.